# Parafia Zwiastowania Najświętszej Maryi Panny w Hrudzie
Parafia Zwiastowania Najświętszej Marii Panny w Hrudzie – parafia rzymskokatolicka w Hrudzie.

## Historia
Parafia unicka w Hrudzie została utworzona w 1666. Powstała wówczas cerkiew z fundacji Michała Kazimierza Radziwiłła. W 1875, wskutek likwidacji unickiej diecezji chełmskiej, placówka duszpasterska została włączona do Rosyjskiego Kościoła Prawosławnego. Dzisiejszy drewniany kościół parafialny został zbudowany w 1875 już jako cerkiew prawosławna. W 1919 została ona zrewindykowana na rzecz Kościoła rzymskokatolickiego. Parafię rzymskokatolicką erygowano w 1925.

## Zasięg parafii
Do parafii należą wierni z miejscowości: Hrud, Kamieniczne, Ossówka oraz Roskosz.